# Neil Shubin
Neil Shubin (* 22. prosince 1960, Filadelfie) je americký paleontolog, evoluční biolog a popularizátor vědy. Je profesorem biologie organismů a anatomie, proděkanem pro biologii organismů a anatomii a profesorem ve Výboru pro evoluční biologii na Chicagské universitě; zároveň téže zastává post děkana Field Museum of Natural History. Jeho nejznámějším objevem je devonská nozdratá ryba Tiktaalik roseae.

## Životopis
Shubin vyrostl v Pensylvánii kousek od Filadelfie, doktorský titul z organismální a evoluční biologie získal na Harvardově universitě v roce 1987. Studoval také na Kolumbijské universitě a na Kalifornské universitě v Berkeley. V roce 2011 byl zvolen do Národní akademie věd.
Shubin byl v dubnu 2006, tedy v době objevu Tiktaalika, vybrán ABC News jako "Osobnost týdne", a 14. ledna 2008 a 9. ledna 2013 vystoupil v pořadu The Colbert Report .
 14. října 2015 získal spolu s Michaele Rosenfeldem a Davidem Duganodem cenu v hodnotě 20.000 dolarů od Národní akademie věd, inženýrství a medicíny za excelenci v popularizaci vědy pro širokou veřejnost, a to za pořad Your Inner Fish (Tvoje vnitřní ryba) v kategorii Film/Radio/TV. Jde o ceny udělované jednotlivcům ve čtyřech kategoriích (knihy, film/radio/TV, časopis/noviny a on-line) a podporované Nadací W. M. Kecka. Shubinova minisérie Your Inner Fish běžela na PBS poprvé od dubna 2014 a byla produkována společnostmi Windfall Films a Tangled Bank Studios, přičemž druhá ze společností je součástí Lékařského institutu Howarda Hughese a produkuje materiály pro vědecké vzdělávání.

## Publikace
- Your Inner Fish: A Journey Into the 3.5-Billion-Year History of the Human Body. New York: Pantheon Books, 2008. ISBN 978-0-375-42447-2 (Česky jako Ryba v nás, Paseka 2009, překlad Zbyněk Roček)
- The Universe Within: Discovering the Common History of Rocks, Planets, and People. Pantheon Books, New York City 2013, ISBN 978-0-307-37843-9[9]